# Tapete de Joshaghan
O Tapete de Joshaghan é um tipo de tapete persa, que desde dois séculos conserva a mesma ornamentação.

## Descrição
A ornamentação consiste em uma série de desenhos de tamanho igual representando flores, folhas e ramos floridos, todos estilizados. O conjunto de cada desenho forma um losango, e todos estão alinhados para formar a ornamentação do campo. Os tapetes de Joshaghan apresentam às vezes, um medalhão em forma de losango no centro, rodeado de uma grega de cor branca.
A borda é composta de várias franjas estreitas emoldurando uma larga franja central ornamentada de flores e folhas.
O desenho do tapete de Joshaghan é copiado às vezes, pelos artesãos de Caxã.